# Задор'євська сільська рада
Задор'євська сільська рада (біл. Задор’еўскі сельсавет) — адміністративно-територіальна одиниця в складі Логойського району розташована в Мінській області Білорусі. Адміністративний центр — Задор'є.
Задор'євська сільська рада розташована на межі центральної Білорусі, у північній частині Мінської області орієнтовне розташування — супутникові знимки [Архівовано 11 червня 2020 у Wayback Machine.], на північ від Логойська.
До складу сільради входять такі населені пункти:
- Амнишево
- Буда
- Васильківка
- Вейно
- Венера
- Вигор
- Горовець
- Горіле
- Двіноса
- Гірне
- Задор'є
- Задорьє
- Займише
- Засов'я
- Острів 1
- Острів 2
- Червоне
- Литвичі
- Лісники
- Лонва
- Луське
- Пічне
- Пристань
- Пуща
- Солов'ївка
- Хороше
- Череповщина